# Станвуд (Вашингтон)
Станвуд (англ. Stanwood) — місто (англ. city) в США, в окрузі Сногоміш штату Вашингтон. Населення — 7705 осіб (2020).

## Географія
Станвуд розташований за координатами 48°14′43″ пн. ш. 122°20′32″ зх. д. / 48.24528° пн. ш. 122.34222° зх. д. (48.245144, -122.342232).  За даними Бюро перепису населення США в 2010 році місто мало площу 7,35 км², з яких 7,29 км² — суходіл та 0,06 км² — водойми.

## Демографія
Згідно з переписом 2010 року, у місті мешкала 6231 особа в 2388 домогосподарствах у складі 1541 родини. Густота населення становила 848 осіб/км².  Було 2584 помешкання (352/км²).
Расовий склад населення:
| - 89,7 % — білих - 1,7 % — азіатів - 1,0 % — чорних або афроамериканців - 0,8 % — корінних американців - 0,3 % — вихідців з тихоокеанських островів - 2,6 % — осіб інших рас |

До двох чи більше рас належало 3,9 %. Частка іспаномовних становила 7,0 % від усіх жителів.
За віковим діапазоном населення розподілялося таким чином: 28,1 % — особи молодші 18 років, 56,6 % — особи у віці 18—64 років, 15,3 % — особи у віці 65 років та старші. Медіана віку мешканця становила 35,9 року. На 100 осіб жіночої статі у місті припадало 89,7 чоловіків;  на 100 жінок у віці від 18 років та старших — 84,7 чоловіків також старших 18 років.
Середній дохід на одне домашнє господарство  становив 68 160 доларів США (медіана — 53 919), а середній дохід на одну сім'ю — 74 005 доларів (медіана — 69 890). Медіана доходів становила 53 606 доларів для чоловіків та 46 472 долари для жінок. За межею бідності перебувало 13,9 % осіб, у тому числі 20,3 % дітей у віці до 18 років та 4,4 % осіб у віці 65 років та старших.
Цивільне працевлаштоване населення становило 2653 особи. Основні галузі зайнятості: освіта, охорона здоров'я та соціальна допомога — 24,1 %, виробництво — 17,5 %, роздрібна торгівля — 13,3 %, мистецтво, розваги та відпочинок — 11,2 %.